# Äquivalente Variation
Die äquivalente Variation misst den Nutzen in monetären Einheiten. Sie übersetzt also die Präferenz eines Haushaltes in Geldeinheiten. Anders gesagt: Sie beschreibt den Geldbetrag, den ein Haushalt zu zahlen bereit ist oder welcher ihm gegeben werden müsste, damit dieser das neue Nutzenniveau {\displaystyle u^{1}} bei konstanten Preisen {\displaystyle p^{0}} realisieren kann.
Das Konzept der äquivalenten Variation wird zum Beispiel in der Finanzwissenschaft eingesetzt, um den so genannten Excess Burden, die Zusatzlast einer Besteuerung, zu messen. 
Mathematisch-volkswirtschaftlich basiert das Konzept auf der Lösung des Kostenminimierungsproblems des Haushaltes. Die Hicks’sche Nachfragefunktion wird integriert und man erhält ceteris paribus den Gesamtnutzen des Haushaltes zwischen zwei Preisen bei festgehaltenem konstanten Nutzenniveau, also die Fläche des Nutzens übersetzt in Geldeinheiten.
{\displaystyle EV=e(p^{0},u^{1})-e(p^{0},u^{0})}
mit:
e(•): Ausgabenfunktion
{\displaystyle p^{i}}: Preisvektor in Periode i
{\displaystyle u^{i}}: Nutzenniveau in Periode i
Die äquivalente Variation resultiert aus den Überlegungen zur Slutsky-Zerlegung, beschreibt jedoch im Gegensatz zur kompensierenden Variation ein anderes methodisches Konzept.